# Hugo von Freytag-Loringhoven

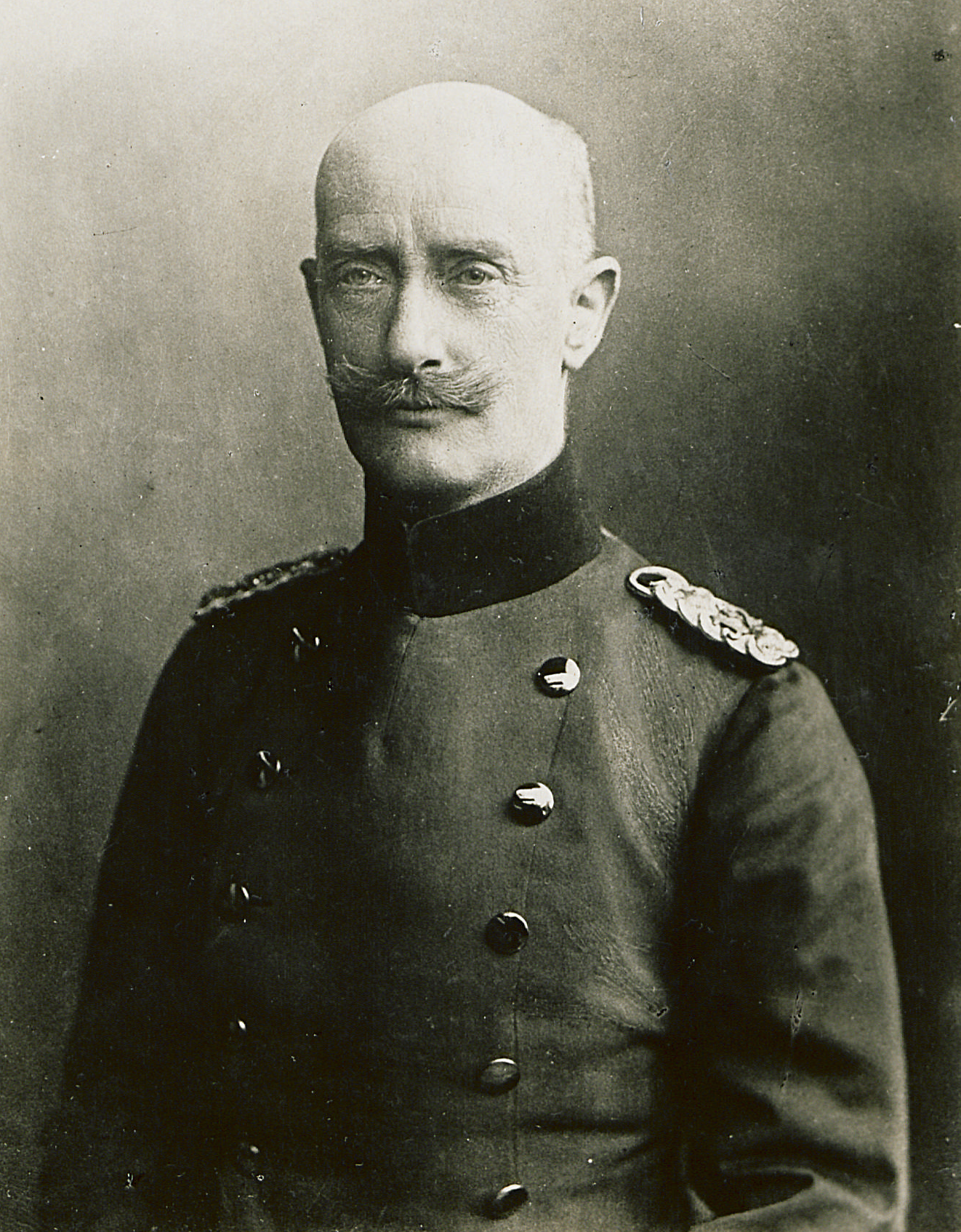
Hugo von Freytag-Loringhoven.

Hugo Friedrich Philipp Johann von Freytag-Loringhoven, född 20 maj 1855, död 19 oktober 1924, var en tysk friherre och militär.
von Freytag-Loringhoven fullgjorde sin värnplikt som rysk undersåte i ryska armén, blev officer vid infanteriet 1878, major och avdelningschef vid Generalstaben 1898, överste och regementschef 1907, samt generallöjtnant och divisionschef 1913. Vid första världskrigets utbrott blev von Freytag-Loringhoven förbindelseofficer vid österrikiska högkvarteret och var januari-maj 1915 generalkvartermästare i Stora högkvarteret samt maj 1915- september 1916 chef för 9:e reservkåren och därefter till krigets ställföreträdande chef för generalstaben i Tyskland. Han befordrades 1918 till general innan han 1919 erhöll avsked. 
von Freytag-Loringhoven tjänstgjorde en längre tid som lärare vid krigsakademin och var hedersdoktor vid universitetet i Berlin. Han var en mycket flitig militärförfattare och utgav bland annat Die Heerführung Napoleons und Moltkes (1897), Die Macht der Persönlichkeit im Kriege (1905), Krieg und Politik in der Neuzeit (1911), Folgerungen aus dem Weltkriege (1917, flera senare upplagor), Politik und Kriegführung (1918), Heerführung im Weltkriege (2 band, 1920-21), Feldherrngrösse (1922), Die Psyche der Heere (1923), samt Menschen und Dinge, wie ich sie in meinem Leben sah (1923).